# Protogonos
 (novembre 2007).
Si vous disposez d'ouvrages ou d'articles de référence ou si vous connaissez des sites web de qualité traitant du thème abordé ici, merci de compléter l'article en donnant les références utiles à sa vérifiabilité et en les liant à la section « Notes et références ».
Protogonos — étymologiquement la première forme ou le premier né — est, selon la mythologie grecque, l'origine de toute chose.

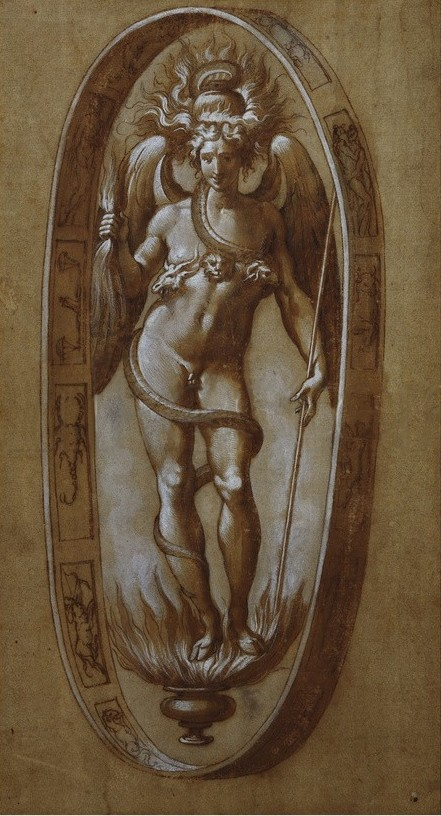
Représentation du dieu Phanès.

## L'usage du mot
Protogonos signifie « la forme primordiale ». Le terme est donc utilisé pour désigner le moment d'origine, comme « la manifestation du protogonos », c'est-à-dire « la manifestation du premier élément créateur de l'Univers ».

## Mythologie grecque
Protogonos est considéré comme le Dieu primitif, le premier engendré. Conceptuellement, il serait plus issu de la tradition orphique que des croyances populaires des Grecs de l'Antiquité. Il s'agirait plus de la déification d'une idée, au sens où l'aurait entendu Platon, recherchant ainsi la représentation d'un concept majeur, voire l'identification d'un dieu unique, qui le fait associer à Pan, le Dieu Tout.
Il est ainsi associé à Éros dans la mythologie grecque ancienne, ou encore à Phanès, Métis et Ériképaios dans la tradition orphique, dans tous les cas en tant qu'élément primordial.

## Hommage
La déesse primordiale est une des 1 038 femmes représentées dans l'œuvre contemporaine The Dinner Party de Judy Chicago exposée au Brooklyn Museum. Cette œuvre se présente sous la forme d'une table triangulaire de 39 convives (13 par côté). Chaque convive étant une femme, figure historique ou mythique. Les noms des 999 autres femmes figurent sur le socle de l'œuvre. La déesse primordiale est la première convive de l'aile de la table.